# Сівцев Дмитро Кононович
Дмитро Кононович Сівцев (якут. Суорун Омоллоон; 1 (14) вересня 1906, 3-й Жехсогонський наслег, Таттинський улус, Якутська область — 25 червня 2005) — якутський письменник і драматург. Герой Соціалістичної Праці (1991). Заслужений діяч мистецтв РРФСР (1958). Народний письменник Якутської АРСР (1967).

## Біографія
Дмитро Сівцев народився у 3-му Жехсогонському наслезі Таттинського улусу Якутської області 1 (14) вересня 1906 в родині селянина-середняка. У 1928 році закінчив Якутський педагогічний технікум.
Перші твори Сівцева надруковані в 1926 році. В ранній період творчості він писав в основному розповіді, часто сатиричного характеру. Його перу належать комедія «Лежень», драми «Коваль Кюкюр» і «Сайсари», трагедія «Айаал»; він є автором лібрето до багатьох театральних постановок Якутського музично-драматичного театру. Також ним написаний ряд історико-краєзнавчих праць і творів для дітей.
Сівцев вів широку культурно-просвітницьку діяльність. Він є засновником Черкехського музею політичного заслання, Ленського історико-архітектурного музею-заповідника «Дружба», музею просто неба Хадаайы в Таттинському улусі. У 1990-ті роки зробив великий внесок у відновлення церков в Якутії, за що був відзначений нагородами РПЦ.

## Нагороди та звання
- Герой Соціалістичної Праці[2] (Указ Президента Союзу РСР від 24.04.1991)
- Орден «За заслуги перед Вітчизною» III ступеня (Указ Президента Російської Федерації від 12.09.1996)
- Орден Леніна (24.04.1991)
- 2 ордени Трудового Червоного Прапора (Указ Президії Верховної Ради СРСР від 22.09.1956; Указ Президії Верховної Ради СРСР від 13.09.1966)
- Орден Дружби народів (Указ Президії Верховної Ради СРСР від 23.09.1976)
- Орден «Знак Пошани» (Указ Президії Верховної Ради СРСР від 27.06.1947)
- медалі
- Народний письменник Якутської АРСР (1967)
- Заслужений діяч мистецтв Якутської АРСР
- Заслужений діяч мистецтв РРФСР (1958)
- Золота медаль ВДНГ (1985)
- Лауреат Державної премії Республіки Саха (Якутія) імені П. О. Ойунського
- Лауреат Державної премії Республіки Саха (Якутія) імені О. Є. Кулаковського
- Орден «Полярна зірка» (2001)[3]
- Орден святого благовірного князя Данила Московського 3-го ступеня (1996)
- Почесний громадянин міста Якутська (1996)[4]
- Почесний громадянин Республіки Саха (Якутія) (1997)[5]

## Вшанування пам'яті
- Ім'я Суоруна Омоллоона присвоєно:

Якутському державному театру опери та балету (Указ Президента Республіки Саха (Якутія) від 18.09.2001 № 1498)
- Встановлені пам'ятники:

на площі Дружби, перед Державним театром опери та балету в Якутську (архітектор Андрій Толстяков, скульптори Віктор Федоров і Семен Прокоп'єв; 2011)
на території Літературно-художнього музею-заповідника «Таатта» в Таттинском улусі в місцевості Хадаайи (скульптор В. Я. Сівцев — Отур Сіліс)